# Kayaldzha
Kayaldzha – miejscowość w rejonie Abşeron w Azerbejdżanie.